# 朱世傑
朱 世傑（しゅ せいけつ、生没年不詳）は、元初の数学者。字は漢卿。自号は松庭。朱世杰とも表記される。

## 略歴
詳細な伝記は不詳であるが、元は燕山（現在の北京付近）の人で、官に就かずに数学を学びながら国内を巡り、その間『算学啓蒙』（1299年）と『四元玉鑑』（1303年）を著した。『四元玉鑑』執筆時には旅の生活も既に20年以上になっていた。揚州に来た際、彼から数学を学ぼうと多くの人々が彼の元を訪れた。それを見てここに落ち着き、数学の教育に生涯を捧げたという。
『算学啓蒙』は宋から元にかけて発達した中国数学の集大成であり、命数法から四則演算、面積計算、天元術に至るまで幅広い内容を取り上げている。極以上の命数法が初めて登場したのも同書だった。『四元玉鑑』は天元術を発展させ、4元の高次連立方程式の解法を論じた。